# 塞拉丁蓋
塞拉丁蓋（Sela Dingay）是埃塞俄比亞中部阿姆哈拉州北施瓦地區的小鎮，座標9°58′N 39°38′E / 9.967°N 39.633°E，海拔2,880米至2,915米。根據埃塞俄比亞中央統計局2005年人口普查的資料，塞拉丁蓋總人口數約2,707人，其中男性1,435人，女性1,272人。